# Языческая реформа Владимира Святославича

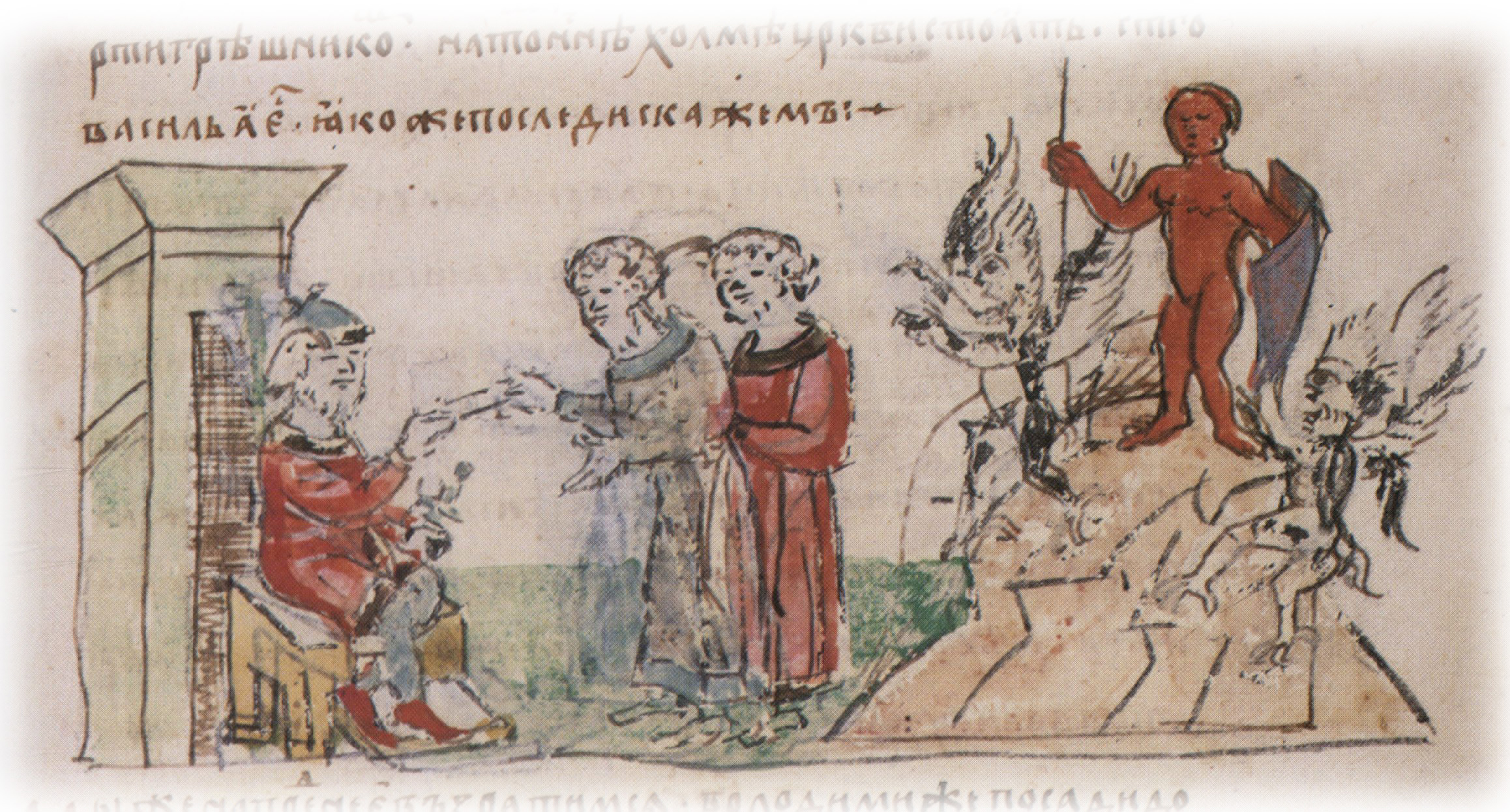
Княжение Владимира Святославича в Киеве; воздвигнутый по его повелению идол Перуна в окружении бесов. Миниатюра из Радзивилловской летописи, конец XV века

Языческая реформа Владимира — реформа славянского язычества в Киевской Руси, предпринятая в 980 году князем Владимиром Святославичем.
Согласно «Повести временных лет», князь Владимир Святославич в 980 году попытался создать общегосударственный языческий пантеон. На киевском холме за пределами княжеского теремного двора были установлены идолы Перуна, Хорса, Дажьбога, Стрибога, Семаргла и Мокоши:
И стал Владимир княжить в Киеве один и поставил кумиры на холме за теремным двором: деревянного Перуна с серебряной головой и золотыми усами, Хорса, Дажьбога, Стрибога, Симаргла и Мокошь. И приносили им жертвы, называя их богами, и приводили к ним своих сыновей и дочерей, а жертвы эти шли бесам, и оскверняли землю жертвоприношениями своими. И осквернилась кровью земля Русская и холм тот. <…> Владимир посадил Добрыню, своего дядю, в Новгороде. И придя в Новгород, Добрыня поставил кумира над рекою Волховом, и приносили ему жертвы новгородцы как богу. <…> В год 6491 (983). Пошёл Владимир против ятвягов, и победил ятвягов, и взял их землю. И пошёл к Киеву, принося жертвы кумирам с людьми своими.
Согласно В. В. Иванову и В. Н. Топорову, главными божествами пантеона восточных славян являлись громовержец Перун и «скотий бог» Волос (Велес) (не упомянутый в составе Владимирова пантеона), противостоящие друг другу топографически — идол Перуна на холме, идол Волоса — возможно, внизу, на киевском Подоле, и предположительно по социальной функции — Перун — бог княжеской дружины, Велес — остальной Руси. Мокошь, единственный женский персонаж владимирского пантеона, была связана с характерными женскими занятиями, особенно с прядением. Другие боги пантеона известны меньше, но все имеют отношение к наиболее общим природным функциям: Стрибог предположительно был связан с ветрами, Дажьбог и Хорс — с солнцем, равно как и Сварог, упоминаемый в других письменных источниках — с огнём. Менее ясен Семаргл.
В историографии данное событие известно как языческая реформа или первая религиозная реформа Владимира. Одна из точек зрения, рассматривающая реформу, трактует её как переход в монотеизм: по мнению Вильо Мансикки, А. А. Шахматова и Генрика Ловмянского изначально в «Повести временных лет» упоминался только Перун, а позже были добавлены другие боги, чтобы выставить Владимира многобожником. Е. В. Аничков разделял позицию Шахматова, хотя заметил, что «объективных данных для признания этой вставки не имеется». Историк М. А. Васильев указывает, что существование киевского пантеона зафиксировано параллельными источниками. Л. С. Клейн отрицал реальность реформы, считая данное событие лишь восстановлением язычества: водружение кумиров состоялось сразу после убийства Ярополка Святославича, проявлявшего симпатии к христианству и проводившего прохристианскую политику, и вокняжением Владимира.
В интерпретации Аничкова фраза «вне двора теремного» указывает на более ранее положение идола именно во дворе терема, что говорит о Перуне как о боге только князей, ставшим общинным лишь при реформе Владимира. Аничков рассматривает реформу как государственную попытку навязать Перуна как общегосударственного и верховного бога, объединяющего север и юг, а установка идола в Новгороде, по его мнению, говорит о том, что Перуна новгородцы не знали. Схожей точки зрения придерживался Васильев. С критикой позиции об отсутствии Перуна у новгородцев выступил Александр Брюкнер, считавший, что распространённость слова «перун» и существование близкого к нему культа Перкунаса свидетельствует о том, что новгородцы знали этого бога, и идол Перуна, по гипотезе Брюкнера, уже стоял в Новгороде ещё при первых варяжских правителях IX века, а отправку Добрыни в Новгород он считал летописной конструкцией. С позицией того, что Перун был лишь второстепенным богом до реформы Владимира, не соглашался Клейн: поскольку свидетельство Прокопия явно говорит о Перуне как о верховном боге, нельзя признать его второстепенным богом для времени, предшествовавшего религиозной реформе Владимира. Перун занимал главное место в пантеоне и до Владимира.
Предлагалась версия, что облик Перуна с серебряной головой и золотыми усами отражает древнюю традицию изображения бога. Так, серебряная голова указывает на седовласость, а золотой ус сравнивается с золотой бородой Индры и рыжей бородой Тора, хотя сам идол был безбородым. По мнению филолога Г. А. Глинки, образ Перуна создан на основе облика князя Святослава. Историк В. Я. Петрухин скептически относится к этому изображению облика, который, по его мнению, основан на библейском образце описания идолов.
Первые редакции «Повести временных лет» — Лаврентьевская, Радзивилловская и Академическая не упоминают имени кумира, поставленного в Новгороде, но в Ипатьевской и в ряде других летописей уточняется, что это был Перун. Ловмянский соглашается с этим, считая, что единственным кандидатом на место данного идола мог быть только идол Перуна.
В прошлом обсуждался фрагмент текста о «приводе своих сыновей и дочерей», отражающий либо человеческие жертвоприношения, либо лишь указание на участие в обряде. Современные исследователи рассматривают текст, начиная с «И приносили» и заканчивая «и холм тот» и дальше по летописи, как переработку стихов псалма 105 (Пс. 105:35—44). Васильев всё же считает частые человеческие жертвоприношения богам киевского пантеона историческим фактом. По мнению историка П. В. Лукина, вопрос человеческих жертвоприношений, как и самой реформы, дискуссионен, и летописный текст о реформе Владимира является лишь переделкой Хроники Георгия Амартола, где упоминается создание шести кумиров божеств с ведущей позицией Бельфегора и одним женским персонажем — Астартой. Материалами идолов, согласно Хронике, являлись золото и серебро, и упоминается осквернённая земля. Лукин приходит к выводу, что рассказ о пантеоне Владимира и человеческих жертвоприношениях является летописной конструкцией, созданной в 1070-х годах, а сами имена божеств взяты из устной традиции, известной летописцу.
После того как Владимир крестил Русь в 988 году, он повелел повергнуть идолы: одни изрубить, а другие сжечь. На месте, где стояли идолы, он построил церковь святого Василия.
В 1975 году в ходе раскопок на Старокиевской горе был найден фундамент сооружения. Археолог Б. А. Рыбаков считал это сооружение местом расположения идолов киевского пантеона, утверждая, что в нём «чётко обозначены пять выступов разного размера: один большой — в середине, два меньших — по бокам и два совсем маленьких — около боковых выступов…». Но дальнейшие исследователи критически отнеслись к заявлению Рыбакова. Само капище археологами найдено не было, как и любые свидетельства человеческих жертвоприношений в Киеве.